# Агилар, Херонимо де
Херонимо де Агилар, иногда пишется Агиляр (исп. Gerónimo или Jerónimo de Aguilar; 1489, Эсиха, Испания — ок. 1531 года) — испанский священнослужитель, участник Конкисты. Агилар сопровождал Эрнана Кортеса как переводчик, и, видимо, был учителем Малинче.

## Сведения о жизни
О ранней его биографии сведений нет. Разные источники называют его диаконом или францисканским монахом. В 1511 году участвовал в плавании из Панамы к Гаити (Эспаньоле) по Мексиканскому заливу, однако корабль напоролся на рифы и затонул у берегов Юкатана. Спаслось около 20 человек, в том числе капитан Педро де Вальдивия, Агилар и матрос Гонсало Герреро. Поскольку они сели в лодку без парусов и припасов, их носило по морю около двух недель. Когда некоторые уже умерли от голода, оставшихся выбросило на побережье Юкатана. Испанцы были захвачены касиком (правителем) Канкуна, и их было решено принести в жертву своим идолам. Выбор пал на предводителя Вальдивию и четырёх других, затем было устроено пиршество из их тел. Остальных пленников оставили, чтобы откормить. Агилар с Герреро и пять или шесть оставшихся решились бежать. Беглецы добрались до владений правителя Тулума и были схвачены воинами этого государства, где стали рабами. Через несколько лет в живых остались только двое — Херонимо де Агилар и Гонсало Герреро. Агилар так и остался рабом, Герреро ушел в другую область майя, Четумаль, где поступил в услужение к правителю На Чан Кану. Касик поручил ему руководство военными делами. Герреро стал не только свободным, но и влиятельным человеком — касиком и военачальником майя. Он женился на местной знатной женщине, стал отцом троих детей.
После высадки Кортеса в 1519 году до Агилара дошли слухи о прибытии бородатых людей к соседнему племени. Подозревая, что это были его собратья-испанцы, он послал им весточку. В итоге испанские рабы были освобождены (об этом сообщает Когольюдо). Впрочем, Берналь Диас указывает, что к испанцам присоединился только Агилар, в то время как Герреро вошёл в состав элиты индейского государства, и в дальнейшем боролся с конкистой.
Агилар добрался до конкистадоров и присоединился к экспедиции Кортеса. У последнего он служил переводчиком, зная язык майя, который понимала и носительница науатля Малинче, однако когда она выучила испанский язык и смогла переводить напрямую, уникальная полезность Агилара исчерпалась.
После завоевания Мексики Агилар осел в Мехико и был награждён двумя энкомьендами от Алонсо де Эстрады в 1526 году. О дальнейшей его судьбе ничего не известно. Умер он, по-видимому, в 1531 году в Пануко, место погребения неизвестно. Его дом в Мехико позже стал местом расположения первой типографии, работавшей в Новом Свете.

## Суждения современников
Говорил он, все ещё путая испанские слова с индейскими. И он сказал, что зовут его Херонимо де Агиляр, что он уроженец Эсихи и у него был молитвенник; лет восемь тому назад они уцелели после кораблекрушения, он сам и другие 15 мужчин и 2 женщины, которые отплыли с Энкисо и Вальдивией из Дарьена к острову Санто Доминго, когда были беспорядки и распри, и сказал он, что на том корабле везли 10 000 золотых песо и судебные дела одних против других, и это судно, на котором он плыл, и напоролось на [рифы] «Скорпионы» и затонуло; и ему с товарищами и 2 женщинами пришлось спасаться на лодке этого судна, они хотели добраться до острова Куба или Ямайки, но потеряли направление, и море выбросило их на эти берега, где их взяли в плен и поделили между calachiones. Большинство было принесено в жертву идолам, другие, в том числе обе женщины, умерли с горя. Сам он, Агиляр, совсем изнемогший от растирания зерен между двумя камнями, тоже предназначен был для жертвоприношения, но однажды ночью сбежал и попал к дальнему касику, где и остался рабом. В живых сейчас лишь ещё Гонсало Герреро, который, однако, отказался вернуться к своим. И ему сказал Кортес, что он будет отличен и вознагражден, и расспрашивал его о землях и поселениях. Агиляр же отвечал, что знает немного, ибо в качестве раба жил лишь на одном месте и мало что видел. А когда расспрашивал о Гонсало Герреро, то он сказал, что тот женился и у него трое детей, а сам он стал совсем индейцем — пронзил себе уши и нижнюю губу, изрезал щеки, раскрашивает лицо и тело, а был он моряком из Палоса, и ещё, что Герреро — силен и пользуется большим уважением.
— Берналь Диас дель Кастильо. Правдивая история завоевания Новой Испании. Пер. Д. Н. Егорова.

Первыми испанцами, приставшими к Юкатану, были, как говорят, Херонимо де Агиляр, родом из Эсихи, и его спутники. Во время беспорядков в Дарьене из-за ссоры между Диэго де Никуэса и Васко Нуньес де Бальбоа в 1511 г. они сопровождали Вальдивья, отправившегося на каравелле в Санто-Доминго, чтобы дать отчет в том, что происходило, адмиралу и губернатору, а также чтобы отвезти 20 тысяч дукатов [пятины] короля. Эта каравелла, приближаясь к Ямайке, села на мель, которую называют «Змеи» (Viboras), где и погибла. Спаслось не более 20 человек, которые с Вальдивья сели в лодку без парусов, с несколькими плохими веслами и без каких-либо припасов; они плавали по морю 13 дней; после того как около половины умерло от голода, они достигли берега Юкатана в провинции, называемой Майя; поэтому язык Юкатана называется майят’ан (Mayathan), что значит «язык Майя».
Эти бедные люди попали в руки злого касика, который принес в жертву своим идолам Вальдивья и четырёх других и затем устроил из их [тел] пиршество для [своих] людей; он оставил, чтобы откормить, Агиляра, Герреро и пять или шесть других, но они сломали тюрьму и убежали в леса. Они попали к другому сеньору, врагу первого и более кроткому, который их использовал как рабов. Наследник этого сеньора относился к ним очень милостиво, но они умерли от тоски; остались только двое, Херонимо де Агиляр и Гонсало Герреро; из них Агиляр был добрым христианином и имел молитвенник, по которому знал праздники; он спасся с приходом маркиза Эрнандо Кортеса в 1518 г. Герреро же, понимавший язык [индейцев], ушел в Чектемаль (Chectemal), где теперь Саламанка в Юкатане. Там его принял один сеньор, по имени На Чан Кан (Nachancan), который ему поручил руководство военными делами; в этом он разбирался очень хорошо и много раз побеждал врагов своего сеньора. Он научил индейцев воевать, показав им, как строить крепости и бастионы. Благодаря этому и ведя себя подобно индейцу, он приобрел большое уважение; они женили его на очень знатной женщине, от которой он имел детей; поэтому он никогда не пытался спастись, как сделал Агиляр; напротив, он татуировал тело, отрастил волосы и проколол уши, чтобы носить серьги, подобно индейцам, и, вероятно, стал идолопоклонником, как они.
— Диего де Ланда. Сообщение о делах в Юкатане. Глава 3. Пер. Ю. В. Кнорозова.

## В культуре
В сериале «Эрнан» (2019) Агилара сыграл Кристиан Гамеро.